# Li Fanghua
Li Fanghua (chino simplificado: 李方华; chino tradicional: 李方華; en chino: Lǐ Fānghuá; Hong Kong británico, 6 de enero de 1932-Pekín, 24 de enero de 2020) fue una física china, miembro de la Academia China de las Ciencias, La Academia Mundial de Ciencias y la Unión Internacional de Cristalografía. Fue también directora de la Sociedad China de Física y de la Unión de Cristalografía de China, y editora de las revistas Journal of Chinese Electron Microscopy Society, J. Electron Microscopy, Chinese Physics Letter, y Chinese Journal of Physics.
Li hablaba con fluidez inglés, francés, alemán, japonés y ruso.
En 2003 ganó el Premio L'Oréal-UNESCO a Mujeres en Ciencia, siendo la primera mujer china en obtener este galardón.

## Biografía
Li nació en el Hong Kong británico el 6 de enero de 1932, teniendo su hogar ancestral en el condado de Deqing, Cantón. Tenía cuatro hermanos y una hermana. Su padre, Li Jiong (en chino: 李炯), fue mayor general en el Cuarto Ejército del Ejército Nacional Revolucionario. Su madre, Liu Jiqing (en chino: 刘季卿) era natural de Pekín. Li pasó su infancia entre el Hong Kong británico, Pekín y Cantón.
Estudió la secundaria en la Escuela Femenina Fu Jen (en chino: 辅仁女子中学) y en el Instituto Privado Peidao (en chino: 培道私立中学), tras lo que fue admitida en la Universidad Privada Lingnan (actualmente Universidad Sun Yat-sen ).  Estudió su posgrado en física en la Universidad de Wuhan. También se graduó en la Universidad de Leningrado (actualmente Universidad Estatal de San Petersburgo) en 1956, especializándose en física. Tras graduarse, obtuvo una estancia en el Instituto de Física de la Academia China de las Ciencias, donde trabajó con Lu Xueshan (en chino: 陆学善).
Durante la Revolución Cultural fue enviada a trabajar a las Escuelas Siete de Mayo. En 1973 regresó a la Academia China de las Ciencias.
Entre 1982 y 1983 fue profesora visitante en la Universidad de Osaka.
Fue elegida miembro de la Academia China de las Ciencias en 1993 y de la Academia Mundial de Ciencias en 1998.
En febrero de 2003 recibió el Premio L'Oréal-UNESCO a Mujeres en Ciencia en la quinta edición anual de estos premios.
Li Fanghua es considerada una pionera en el campo del análisis de la estructura de difracción de electrones de cristales individuales y una figura clave en el desarrollo de la microscopía electrónica de alta resolución en China. Trabajó en el campo de la microscopía electrónica de alta resolución, estableció cálculos básicos para el programa informático de procesamiento de imágenes, elaborando una solución para la eliminación de fenómenos parasitarios, como las interferencias. Su trabajo posibilitó una mejora en las imágenes de microscopía electrónica para la exploración de materiales.
Falleció en Pekín el 24 de enero de 2020 a los ochenta y ocho años  a consecuencia de una enfermedad.

## Vida personal
Li estaba casada con Fan Haifu, también físico chino.